# Robert Dudley (explorateur)
Pour les articles homonymes, voir Dudley et Robert Dudley (homonymie).
Robert Dudley, dit aussi fréquemment Dudleo en référence à son nom de plume, né le 7 août 1574 et mort le 6 septembre 1649, est le fils illégitime de Robert Dudley, 1er comte de Leicester. 
En 1594, il mène une expédition aux Antilles dont il donne le récit. En 1605, ayant échoué à faire reconnaître la légitimité de sa naissance à la cour d’Angleterre, il quitte définitivement son pays natal et se met au service des Grands-ducs de Toscane. Tout à la fois capitaine, mathématicien et ingénieur, il s’impose comme un expert naval de premier plan, et rédige Dell'Arcano del Mare, le premier atlas maritime couvrant toute l'étendue du globe. 
En Italie, il se faisait appeler comte de Warwick et Leicester et parfois même duc de Northumberland.

## Biographie

### Années de jeunesse
Robert Dudley est un bâtard du comte de Leicester et de son amante Lady Douglas Sheffield, fille du baron William Howard of Effingham. Lorsque Lady Douglas épouse sir Edward Stafford en novembre 1579, et suit son époux sur le continent, Leicester garde son fils près de lui.
Robert est immatriculé au collège de Christ Church (Oxford) en 1587 avec la mention filius comitis, fils de comte. Son mentor à l'université est Thomas Chaloner (en), qui devient aussi l'un de ses plus proches amis.
En 1588, alors que l’Invincible Armada menace l’Angleterre, le jeune homme, âgé de quatorze ans, rejoint son père à la tête de l’armée, en préparation d’un débarquement espagnol. Mais le 4 septembre le comte de Leicester meurt, léguant à son fils naturel Robert un gros héritage, dont son château et ses terres de Kenilworth et ses droits seigneuriaux de Denbigh et Chirk, dont il peut disposer à la mort de son oncle, Ambrose Dudley.
Au début de 1591, Dudley signe un pré-contrat de mariage avec Frances Vavasour, avec l'approbation de la reine Élisabeth, qui veut que Dudley soit suffisamment âgé au mariage. Mais Frances Vavasour épouse secrètement un autre homme la même année, et pour cela est bannie de la cour. Dudley épouse à son tour secrètement Margaret Cavendish, sœur de Thomas Cavendish âgée de dix-sept ans, mais ce mariage secret n’éloigne Dudley que temporairement de la cour. Son beau-père, Robert, lui accorde en dot deux navires, le Leicester et le Roebuck. Margaret meurt bientôt sans enfant.

### Expédition aux Antilles
En 1594, Dudley regroupe une flottille avec pour vaisseau amiral le galion Beare, et comprenant le galion Beare's Whelpe ainsi que deux pinasses, l’Earwig et le Frisking. Il compte harceler les navires espagnols dans l'océan Atlantique. La reine désapprouve son entreprise en raison de son inexpérience et du prix des navires qu'il engage dans cette aventure. Elle lui donne un brevet de général mais lui ordonne d'explorer les côtes du Venezuela (encore appelé à l'époque « Guiana ») au lieu de se battre.
Dudley recrute 275 marins expérimentés, dont le pilote Abraham Kendal, et les capitaines Thomas Jobson et Benjamin Woods. Sa flottille prend la mer le 6 novembre 1594, mais une tempête disperse les navires et les force à mettre au mouillage dans différents ports. Il envoie un message au capitaine du Beare's Whelp lui enjoignant de le rejoindre aux îles Canaries ou au cap Blanc puis reprend la mer.
D'abord le voyage de Dudley semble tourner au fiasco : le Earwig coule et ils ne rencontrent que des vaisseaux alliés. Dudley ne peut accomplir qu'un seul raid, dans le golfe de Lagos. En décembre son expédition parvient finalement à s'emparer de deux navires espagnols à Tenerife. Dudley rebaptise les deux prises Intent et Regard, y affecte des marins et les confie au capitaine Woods. Il fait voile pour le cap Blanc, s'attendant à y retrouver le Bearer's Whelpe, mais sans résultat. La flotte de Dudley part ensuite pour Trinidad, met au mouillage à Cedros Bay le 31 janvier 1595. Là il découvre une île dont il prend possession au nom de la couronne d'Angleterre et qu'il nomme Dudleiana. Puis il reprend la mer pour Baracoa afin d'y effectuer des réparations ; il pousse une expédition de reconnaissance jusqu'à San Jose de Oruna mais renonce à attaquer le fort.
Dudley divise ses forces, envoyant l’Intent et le Regard vers le nord. À Trinidad, il engage un Indien hispanophone qui lui offre de guider ses hommes jusqu'à une mine d'or en amont de l’Orénoque. L’expédition, menée par le capitaine Jobson, revient bredouille quinze jours plus tard : le guide indigène a déserté et ils ont dû retrouver leur chemin seuls. Dudley repart pour Trinidad.
Le 12 mars, sa flotte fait voile vers le nord, où ils prennent finalement un cargo espagnol. Puis ils prennent la direction de Cabo Rojo (Porto Rico), où ils restent en embuscade quelques jours avant de repartir pour les Bermudes. Une tempête fait encore dériver le Beare jusqu'au large des côtes de Nouvelle-Angleterre, mais ils finissent par rallier les Açores.
À court de provisions et de poudre, Dudley fait voile vers l'Angleterre lorsqu'il tombe sur un man'o'war espagnol. Dudley parvient à le circonvenir et à lui infliger quelques dégâts mais renonce à l'abordage. Le Beare débarque à St Ives (Cornouailles) dans les derniers jours de mai 1595 et là Dudley apprend que le capitaine Woods s'est emparé de trois navires.
L'année suivante Dudley se met au service de Robert Devereux comme commandant de bord du Nonpareil, un vaisseau engagé dans la contre-offensive dirigée sur Cadix en 1596. Il est anobli pour son comportement au feu bien que ses actions n'aient pas été consignées par écrit. Peu après il épouse Alice Leigh, une fille du baron Thomas Leigh.
En 1597, il confie le Beare et le Beare's Whelp au capitaine Woods pour qu'il aille en Chine mais l'équipage ne revint jamais.

### En quête de légitimité
En 1601, Dudley se trouve impliqué dans le complot du comte d’Essex, mais échappe à la répression.
En mai 1603, un aventurier du nom de Thomas Drury l’ayant apparemment convaincu que ses parents s'étaient bien mariés, il entreprend de faire valoir ses droits au titre de comte de Leicester et à la succession de son oncle Ambrose Dudley, notamment la propriété de Warwick Castle, Ambrose étant mort sans descendance. L'affaire, plaidée devant la Chambre étoilée (1605), suscite un grand intérêt dans l'opinion publique : il ne comparut pas moins de 90 témoins en faveur de Dudley et 57 pour la veuve de Leicester, la comtesse Lady Lettice Knollys. Lady Sheffield déclara par écrit (car elle ne comparut pas en personne au tribunal) que Leicester s'était solennellement engagé à l'épouser à Cannon Row (Westminster) en 1571, et qu'ils s'étaient effectivement mariés à Esher, dans le Surrey, « en hiver » en 1573 ; mais que tous les témoins de la cérémonie (« sans compter les autres ») étaient morts depuis longtemps. Elle ne pouvait retrouver ni le nom du prêtre (minister), ni la date exacte. La Chambre étoilée rejeta ce témoignage et mit à l'amende plusieurs témoins pour subornation. Les conclusions furent que Sir Robert Dudley avait été dupé par Thomas Drury, qui dans cette affaire n'avait en vue que son intérêt personnel (his own private gains). 
Le roi Jacques ratifie le jugement qui est rendu public le 10 mai 1605.

### De «Dudley» à «Dudleo»
Dudley quitte l'Angleterre dès juillet 1605 par Calais. Son amante et cousine Élisabeth Southwell l’accompagne déguisée en page. Élisabeth n'est rien moins que la fille de Sir Robert Southwell et de Lady Elizabeth Howard, la petite-fille de Charles Howard de Nottingham et de Katherine Carey (en). Le couple se convertit au catholicisme. Dudley épouse Élisabeth à Lyon en 1606, après qu'il a reçu une dispense du pape pour cause de consanguinité, et ils s'installent à Florence. Dudley reprend d'emblée les titres de son père (comte de Leicester) et de son oncle (comte de Warwick).
Dudley conçoit et réalise des navires de guerre à l'arsenal de Toscane. Il devient l'expert naval du Grand duc de Toscane Ferdinand Ier de Médicis, avec une pension annuelle de 2 000 ducats. En 1608, il parvient à convaincre le duc d'envoyer son galion personnel, le Santa Lucia Buonaventura, en exploration au Venezuela et au nord du Brésil.
Entretemps, le prince Henri-Frédéric de Galles s'est entiché du Château de Kenilworth, qu'il considére comme « la chose la plus noble et la plus resplendissante des pays intérieurs de ce royaume ». Désireux de le posséder, il veut la racheter à Dudley et convient avec lui en 1611 d'un prix de 14 500£, avec en outre l'assurance que Dudley détiendrait la charge de connétable à vie du château. Mais à la mort du prince Henri en 1612, seules 3 000 £ avaient été versées, et encore cette somme n'était-elle-même pas entre les mains de Dudley, car on l'avait confiée à un intermédiaire. C’est alors que le nouveau prince de Galles, Charles, prend possession du château sans se sentir tenu de rembourser le solde. D’ailleurs en 1621, il obtient du Parlement d'Angleterre qu'il vote une loi autorisant la femme de Dudley à vendre les terres pour 4 000 £.

### Tentatives de réconciliation

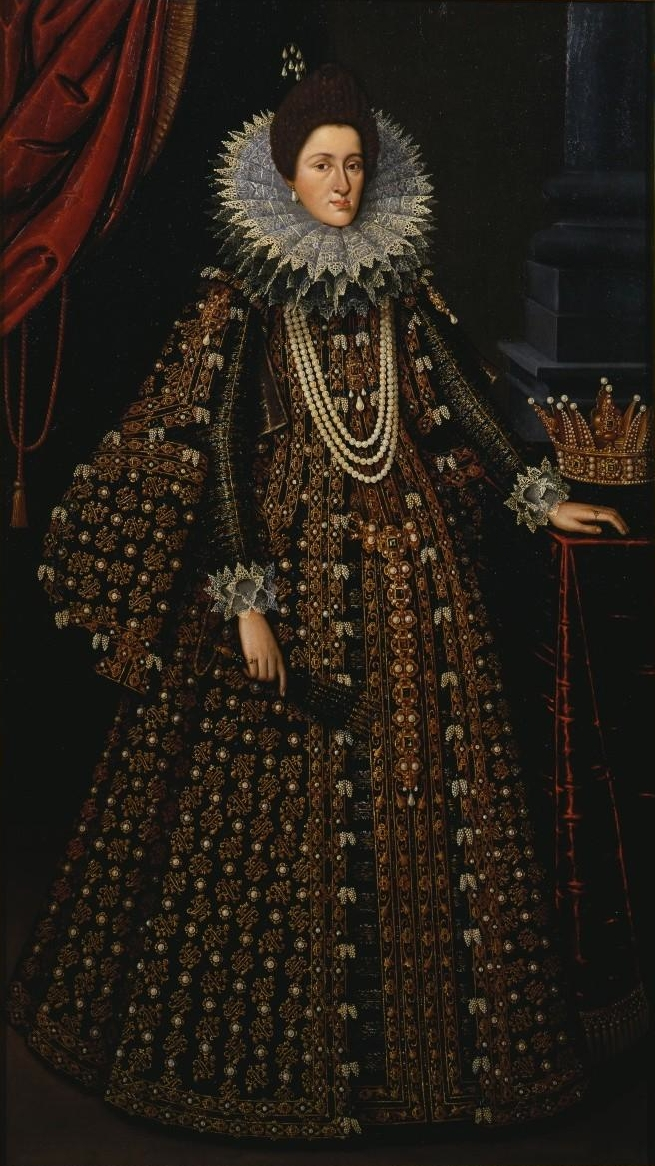
La grande-duchesse Marie-Madeleine d'Autriche, protectrice de Robert Dudley.

Jacques Ier fait annuler le passeport de Dudley en 1607, lui faisant ainsi un devoir de rentrer en Angleterre pour subvenir aux besoins de la femme qu'il a délaissée avec ses enfants ; Dudley refuse de déférer à cette injonction : il est mis au ban et voit ses biens confisqués. Par Sir Thomas Chaloner, devenu chambellan du Prince de Galles Henri, il maintient cependant des contacts avec la Cour. Il correspond notamment avec le jeune prince au sujet de la navigation et de la construction navale, et en 1611 tente d'arranger son mariage avec Catherine, fille du duc de Toscane Ferdinand de Médicis.
Dudley essaie encore de se concilier le roi en concédant divers points lors des négociations pour la vente de ses terres de Kenilworth au Prince ; mais les arrangements tournent court à la mort du prince de Galles et de Chaloner en 1612.
Finalement Jacques Ier attribue en 1618 les comtés de Leicester et de Warwick à d'autres personnalités de la Cour. Alors en 1620 Dudley convainc la grande-duchesse Marie-Madeleine, nouvelle épouse du duc Cosme II, de demander à son frère, l’empereur Ferdinand II, de reconnaître ses prétentions au titre de duc de Northumberland laissé vacant par son grand-père, mais Jacques Ier coupe court à toute nouvelle tentative de conciliation.

### Dernières années
Outre la construction navale, Dudley élabore plusieurs projets à Livourne, dont les brise-lames et les fortifications du port, l'assèchement des lagunes, et un projet de palais au centre de Florence. Il dessine un nouveau modèle de galère pour la marine de guerre toscane.
Il affronte à plusieurs reprises les Barbaresques en Méditerranée.
Sa femme Élisabeth est emportée par la peste en 1631.
Finalement en 1644 Charles Ier crée sa première femme Alice Leigh « duchesse Dudley » à vie (mais sans autres prérogatives) et reconnait Dudley comme fils légitime du comte de Leicester, mais sans pour autant le rétablir dans ses titres ni ses terres.
Robert Dudley meurt à la Villa Rinieri aux portes de Florence le 6 septembre 1649. Il est inhumé dans l'église San Pancrazio de Florence.

## Œuvres

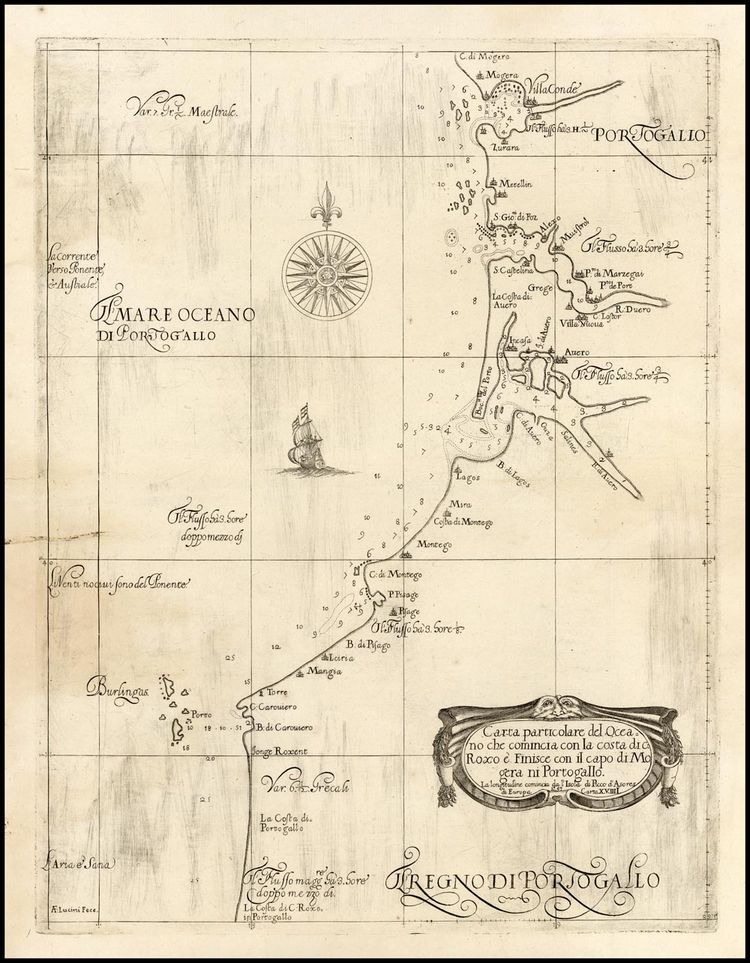
Carte du Portugal tirée du Secret de la Mer.

Dudleo rédige ses mémoires sur la navigation et la manœuvre entre 1610 et 1620. Plus tard il les publie dans un traité monumental en six volumes, Dell'Arcano del Mare (litt. « Le Secret de la Mer »), publié à compte d'auteur en 1646-1647. Cet ouvrage, le plus important des écrits de Dudley, forme non seulement un traité complet de navigation (y compris l'astronomie nautique ou repérage en mer) et de construction navale, mais il comporte aussi le premier atlas maritime moderne avec 130 cartes originales, toutes de sa main, ce qui était rarissime à l'époque pour un auteur. Publié d'abord en toscan à Florence en 1645, l'ouvrage est une somme des connaissances de l'époque sur l'art de la navigation. L'auteur y développe en outre sa proposition de standardiser la construction des navires en se limitant à cinq rangs (tailles) de vaisseaux, qui ont été effectivement construits et que Dudley a conçus lui-même. Dell’Arcano del Mare fut réimprimé en 1661 à Florence, mais sans les cartes de la première édition.
Les cartes de Dudley ont été gravées par le graveur baroque Antonio Francesco Lucini. Les cartographes ultérieurs s'écarteront du style de Dudley, faisant ainsi de son atlas un album curieux et unique, et en somme un jalon dans l’histoire de la cartographie imprimée. Lucini indiqua qu’il avait passé douze années et utilisé au total 5 000 livres de plaques de cuivre pour produire les planches cartographiques du Dell’Arcano.
Dudleo compose également un manuel d’instruction militaire, resté inédit, le Bréviaire maritime, pour les cadets de la marine de guerre toscane.

## Descendance
De son mariage avec Alice Leigh, Dudley a quatre enfants qui lui survivent :
- Alice Dudley (née à Kenilworth Castle en 1597 † 21 mai 1621). Elle épouse Sir Ferdinando Sutton, le fils d’Edward Sutton (5e baron Dudley).
- Catherine Dudley (1598 † février 1673). Elle épouse vers 1609 Richard Leveson.
- Frances Dudley († 1644) qui épouse Sir Gilbert Knifeton of Bradley, Derbyshire et meurt sans enfants.
- Anne Dudley, qui épouse le juriste Robert Holborne of Bradley, Derbyshire.

De sa liaison puis son mariage avec Élisabeth Southwell, il a neuf enfants :
- Henry Dudley
- Anna Dudley († 1629)
- Mary Dudley
- Carlo Dudley, dit « duc de Northumberland » (1614 † 26 octobre 1686)
- Ambrose Dudley
- Fernando Dudley
- Teresa Dudley
- Cosmo Dudley
- Anthony Enrico Dudley (né le 12 septembre 1631)